# Dipartimento di Totoral
Totoral è un dipartimento argentino, situato nella parte centro-settentrionale della provincia di Córdoba, con capoluogo Villa del Totoral.

## Geografia fisica
Esso confina a nord con il dipartimento di Tulumba, ad est con quello di Río Primero, a sud con il dipartimento di Colón, e ad ovest con quelli di Punilla e Ischilín.
Il dipartimento è suddiviso nelle seguenti pedanie: Candelaria, Macha, Río Pinto, Sinsacate e Totoral.

## Società

### Evoluzione demografica
Secondo il censimento del 2001, su un territorio di 3.145 km², la popolazione ammontava a 16.479 abitanti, con un aumento demografico del 19,18% rispetto al censimento del 1991.

## Amministrazione
Nel 2001 il dipartimento comprendeva:
- 6 comuni (comunas in spagnolo):
  - Candelaria Sud
  - Capilla de Sitón
  - La Pampa
  - Las Peñas
  - Los Mistoles
  - Simbolar
- 4 municipalità (municipios in spagnolo):
  - Cañada de Luque
  - Sarmiento
  - Sinsacate
  - Villa del Totoral